# Mare clausum

'Mare clausum' ibéricos en la Era de los Descubrimientos.

Mare Clausum (en latín "mar cerrado") es una expresión usada en el derecho internacional para mencionar un mar, océano u otro cuerpo de agua navegable que está bajo la jurisdicción de un Estado y que está cerrado a otros estados. Mare clausum es una excepción al mare liberum (en latín "mar libre"), es decir, un mar que está abierto a la navegación de buques de todas las naciones. En el principio generalmente aceptado de las aguas internacionales, los océanos, mares y aguas fuera de la jurisdicción nacional están abiertos a la navegación por todos y se conoce como "alta mar" o mare liberum. 
Portugal y España defendieron una política de mare clausum durante la era de los descubrimientos. El control de los barcos de otras naciones por parte de los portugueses fue iniciado por el príncipe Enrique el navegante en 1443, después de que el Príncipe Pedro le concediera el monopolio de la navegación, la guerra y el comercio en las tierras situadas al sur del Cabo Bojador. Más tarde esta ley fue reforzada por las bulas papales Dum diversas (1452) y Romanus Pontifex (1455) y más adelante por el Tratado de Tordesillas (1494). Esta práctica fue desafiada por otras naciones europeas.

## Historia
Desde el año 30 a. C. al 117 d. C., el Imperio Romano llegó a rodear el Mediterráneo mediante el control de la mayoría de sus costas. Los romanos comenzaron a llamarlo mare nostrum (en español, nuestro mar). En esos tiempos el período entre noviembre y marzo era considerado el más peligroso para la navegación, por lo que fue declarado "mare clausum" (mar cerrado), aunque la prohibición de navegación probablemente nunca fue aplicada. En la ley clásica el océano no era territorial; pero desde la Edad Media, repúblicas marítimas como la República de Génova y la República de Venecia proclamaron una política de "Mare clausum" en el Mediterráneo. También reinos nórdicos e Inglaterra, en sus mares vecinos, requirieron tasas de aprobación, monopolios en pesca y bloqueo de navíos extranjeros.